# Гуннлед

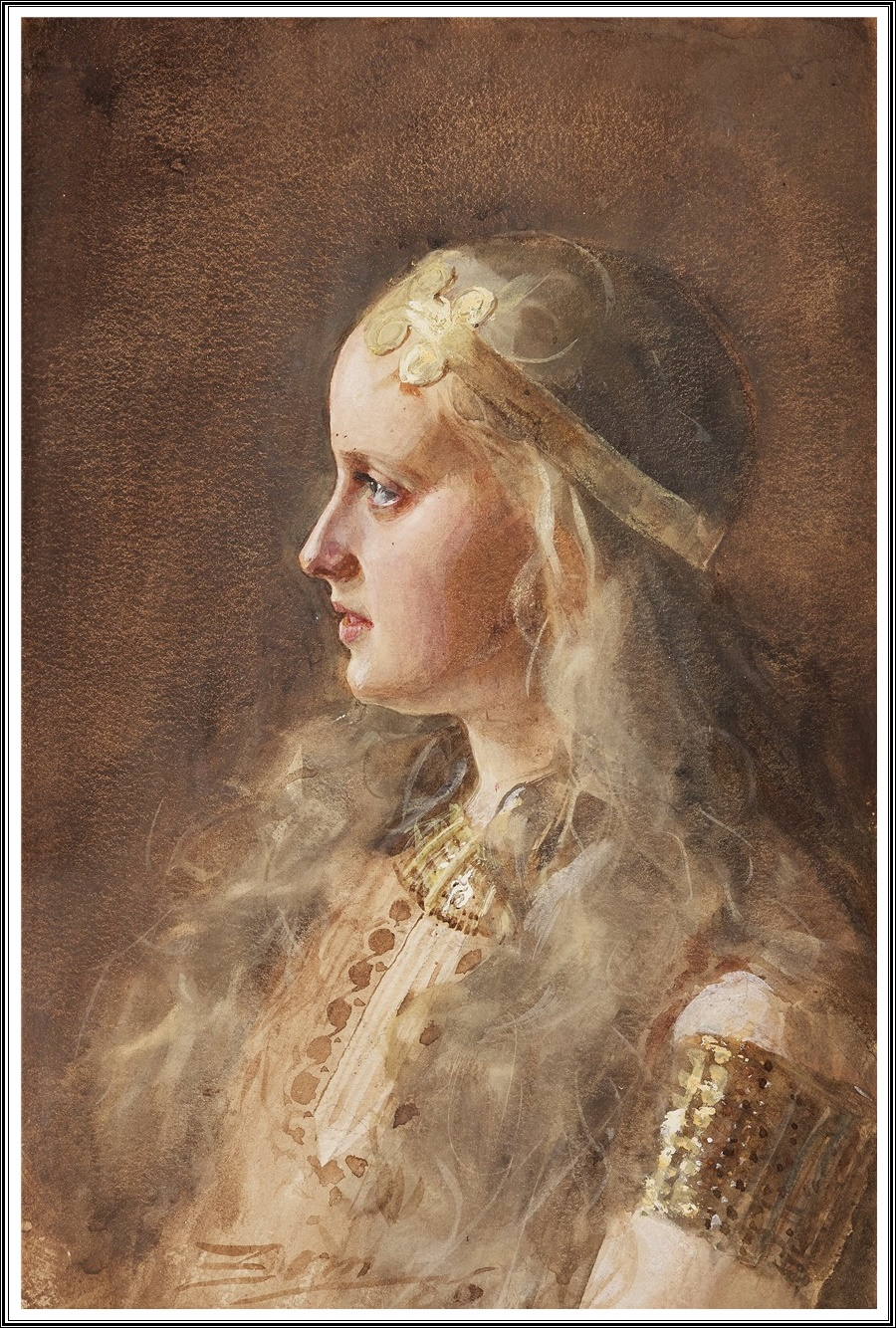
Гуннльод

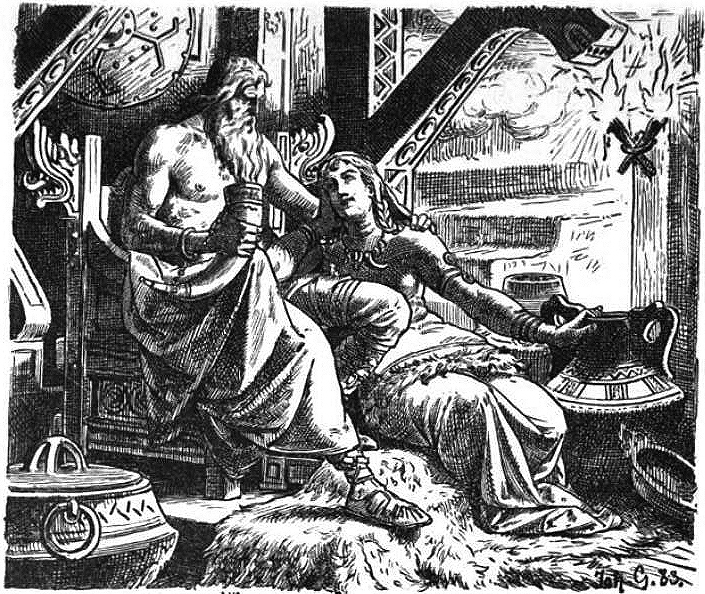
Йоганнес гертс. Одін та гуннльод.

Гу́ннлед (Gunnlöd) — у скандинавській міфології — велетка, дочка Гуттунга.
Згідно з переказами, Гуннльод була дуже вродливою дівчиною. Гуттунг перетворив її на стару потвору й посадив до печери охороняти посудини з медом поезії, який він видобув у цвергів Фьялара і Галара. Бог Одін проник до неї в печеру за допомогою брата Гуттунга — Баугі. Одін представився Бельверком («лиходієм») і перетворив гуннльод знову на молоду красуню та, на її прохання, провів з велеткою три ночі. Платою за цей час були три ковтки безцінного напою. За три ковтки Одін випив усі запаси меду поезії.
Подальша доля Гуннлед невідома.